# ダラス・バイヤーズクラブ
『ダラス・バイヤーズクラブ』（Dallas Buyers Club）は、2013年のアメリカ合衆国のドラマ映画。監督はジャン＝マルク・ヴァレ、出演はマシュー・マコノヒー、ジャレッド・レト、ジェニファー・ガーナー、スティーヴ・ザーンなど。1992年に『ダラス・モーニングニュース』の記事で取り上げられたロン・ウッドルーフの実話が基となっている。

## あらすじ
1985年ダラス、電気技師でロデオ・カウボーイのロン・ウッドルーフは「エイズで余命30日」と医師に宣告される。当時まだエイズは「ゲイ特有の病気」だと一般的には思い込まれており、無類の女好きであるロンは診断結果を信じようとしなかったが、詳しく調べる内、異性との性交渉でも感染することを知り病気について理解していく。しかし、友人や同僚たちに疎んじられ、徐々に居場所を失っていく。
治療薬のAZTは、当時臨床試験が開始されたばかりだった。AZTの存在を知ったロンは主治医のイヴ・サックスに処方してくれと迫るが、イヴは藁にもすがりたい患者の思いを知りつつも、「安全性が確認されていない薬を処方することはできない」と突っぱねる。その治験に協力していたのが、トランスジェンダーのレイヨンだった。
ロンはアメリカではエイズの認可治療薬が少ないことを知り、効果の高い未承認の治療薬を求めて国外へ向かう。その中でAZTが免疫力を著しく低下させる毒性の強い薬であることを知ると、AZTの使用をやめ、免疫力低下を防ぐために常日頃から愛用していたコカインも断つ。AZTよりも安全性が高く有効な未承認治療薬ペプチドTを入手したロンは、服用により体調が向上するのを実感する。帰国後、ロンは薬を密輸して国内の患者に売れば大きな利益になると考え、レイヨンをビジネスパートナーとして、毎月400ドルの会費の支払いと引き換えに無料で薬を受け取れる会員制のエイズ薬購入団体「ダラス・バイヤーズクラブ」を立ち上げる。当初こそ金儲けが目的であったものの、自分の運んだ薬によって多くの患者が救われているという事実を認識したロンは徐々に人々への貢献へと意識を向けていき、彼に賛同する人々の手助けを受けながら治療薬を待つ人々のために懸命に薬をかき集めていく。
しかしFDA（アメリカ食品医薬品局）がAZTを認可したことで状況は一変し、AZTの投薬を推奨し始めた医師や製薬会社、そして彼らの違法行為を察知したFDAが立ちはだかる。摘発の末に薬を全て没収されるという憂き目にあい、FDAが掲げた新たな規則の影響で薬が思うように手に入れられなくなり徐々に経営難に陥っていく中、レイヨンが症状の悪化で亡くなる。彼女のかかりつけの病院でAZT治験の受け入れを決めた医師を非難するロンだが、彼女の死にはコカイン依存による免疫力低下も絡んでいた。彼女はロンからの再三の忠告にも拘らずコカインを断つことができなかったのである。怒りと苦悩の中、苦境に立たされながらもロンは私財を投げ打つ覚悟で薬の販売を続け、会費を払えない貧しい患者に対し薬を無償で配るようになる。
財政難の一方でバイヤーズクラブに入会を希望する患者の数は日に日に増加していき、その中にはAZTを服用している者たちが多くいた。そのことを知ったロンはAZTの開発元である製薬会社アボネックスが主催する講演会に乗り込み、エイズ患者に毒性が強い薬を売りつけるアボネックスと事実を知りながら認可したFDAを激しい怒りと共に非難する。同時に会場にいた患者たちにAZTの服用を止めてペプチドTを使うように呼びかけていく。そうしていく内にも多くの患者たちが薬を受けとれぬまま亡くなっていき、ロン自身も徐々に体調が悪化していく。満身創痍状態の中、彼の闘いはFDAを相手取った法廷闘争へと移っていく。FDAの所業を非難すると共にペプチドTの承認を訴えるロンに対し、裁判所はロンの怒りを肯定しつつ訴えそのものについては「法的根拠が希薄」との理由で棄却する。法廷闘争自体はロンの敗訴に終わるが、FDAは未承認薬であるペプチドTのアメリカ国内での使用を認める。多くの患者たちに救いがもたらされ、ロンもカウボーイとして念願の復帰を果たすまでに回復する。
余命宣告されてから7年後の1992年。長きに渡る戦いの末にロンはこの世を去っていった。

## キャスト
※括弧内は日本語吹替
- ロン・ウッドルーフ - マシュー・マコノヒー（藤原啓治）
- イブ・サックス - ジェニファー・ガーナー（渡辺ゆかり）
- レイヨン - ジャレッド・レト（小倉直寛）
- タッカー - スティーヴ・ザーン（畠山豪介）
- デイヴィッド・ウェイン - ダラス・ロバーツ
- リチャード・バークレー - マイケル・オニール
- セヴァード - デニス・オヘア（石原辰己）
- ヴァス - グリフィン・ダン
- フランシーヌ・サスキンド - ジェーン・マクニール（英語版）
- レイヨンの父 - ジェームズ・デュモン（ポルトガル語版）
- サニー - ブラッドフォード・コックス（英語版）[4]
- T.J. - ケヴィン・ランキン（菊池康弘）
- ラリー - ローレンス・ターナー（英語版）
- ネディ・ジェイ - アダム・ダン

## 製作過程

### 発展
1992年にジャーナリストで作家のBill Minutaglioによって書かれた『ダラス・モーニングニュース』の長編記事で取り上げられたHIV/エイズ患者のロン・ウッドルーフの実話が基となっている。1992年9月にウッドルーフが亡くなる1か月前、脚本家のクレイグ・ボーテンが友人からこの話を聞き、脚本執筆のためにウッドルーフにインタビューをするため会いに行った。ボーテンはウッドルーフとの何時間にも亘るインタビューを録音し、個人的な日記も見せてもらった。ボーテンは大作映画となることを信じて脚本を執筆し、1996年半ばに映画製作への協力者を集め始め、デニス・ホッパーが監督となった。コロンビア ピクチャーズが脚本を購入することになったが、資金を集めることができなかった。
インタビューにおいて、ボーテンは2000年にメリッサ・ウォラックと会い、脚本の手助けを頼み承諾されたことを明かした。2001年、脚本の共同執筆から1年後、プロデューサーのロビー・ブレナーに脚本を売却し、ユニバーサル・ピクチャーズでマーク・フォースターが監督することとなったが、個人的理由により離脱した。2008年6月、ユニバーサル・ピクチャーズとストライク・エンターテイメントにてデイヴィッド・ブシェルとマーク・エイブラハムがプロデュースとなるこの作品に、クレイグ・ギレスピーとライアン・ゴズリングが参加する交渉をしていた。この頃チェイス・パルマーが脚本を執筆しており、その後ギジェルモ・アリアガ、スティーブン・バルバーが続いて草稿を執筆したとされる。2009年、プロデューサーのロビー・ブレナーが再び参加し、全ての改訂版を却下して当初のボーテン&ウォラック版でダラス出身の俳優のマシュー・マコノヒーに主演の検討を依頼した。2011年3月9日、ジャン＝マルク・ヴァレがボーテン&ウォラック版脚本の映画監督となったことを認めた。レイチェル・ウィンターもプロデューサーに加わった。
2012年11月14日、ラムスター・フィルムズがカナダでの権利を獲得し、エンターテインメント・ワンがイギリスでの権利を扱うことが発表された。2013年4月23日、フォーカス・フィーチャーズがアメリカおよびラテンアメリカの劇場公開の配給権を獲得した。2013年5月、ボルテージ・ピクチャーズおよびトゥルース・エンターテイメントが製作契約を結んだ。

### 配役

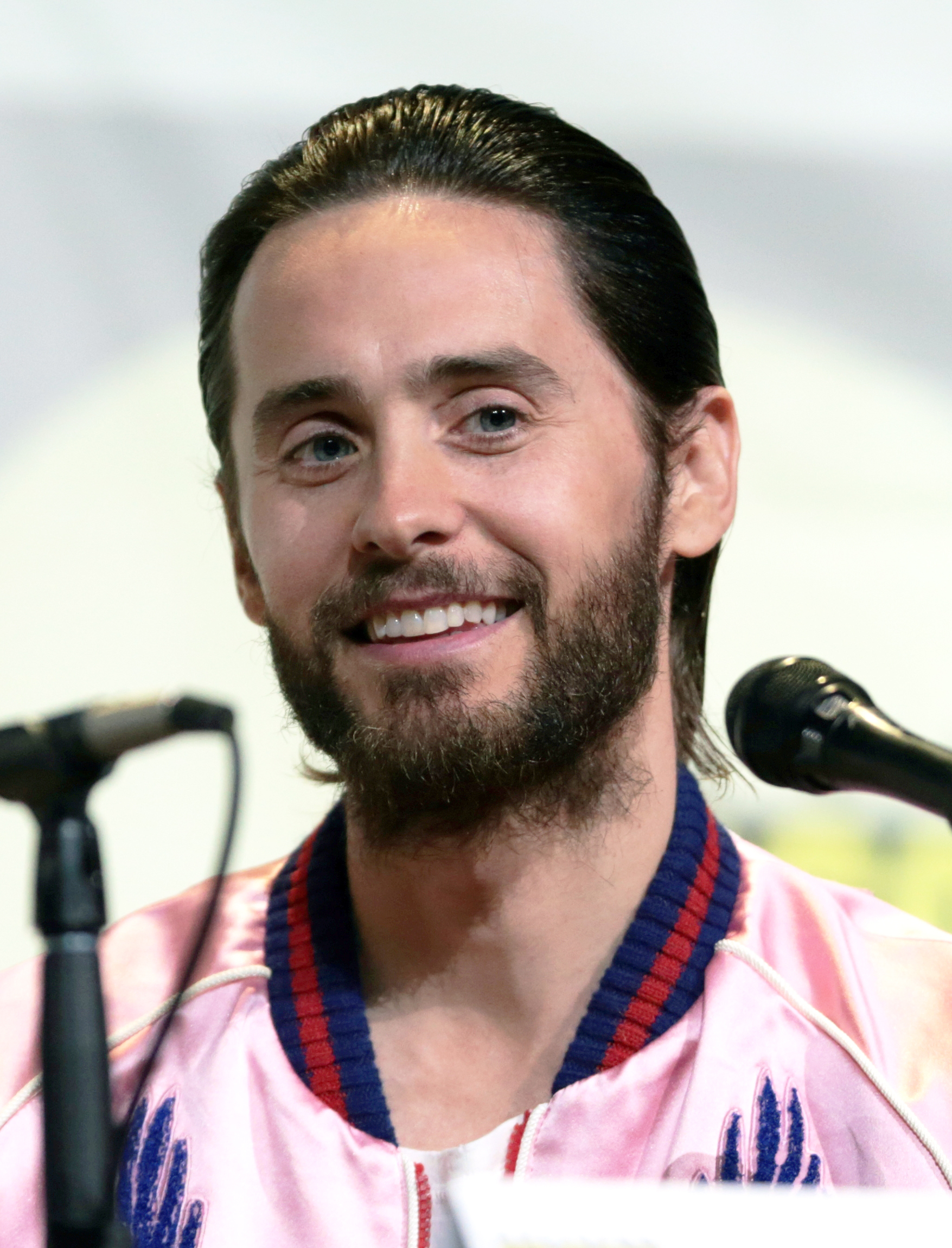
ジャレッド・レトがトランスジェンダーのレイヨン役を演じた。

1996年、ウディ・ハレルソンがロン・ウッドルーフ役を演じることになっていたが、資金難で降板した。2002年、ブラッド・ピットが主演となった。2008年6月、ライアン・ゴズリングがウッドルーフ役で主演する交渉をしていたが、実現しなかった。2009年、プロデューサーのブレナーは脚本を俳優のマシュー・マコノヒーに送り、主演に決まった。ブレナーは、テキサス州ユバルディ出身のマコノヒーが同じテキサス州出身のロン・ウッドルーフ役を演じることに興味が湧くのか危惧し「ロン・ウッドルーフとは誰なのか。私の中ではマシューだ。ロンと同様に彼はダラス出身でハンサムで目に輝きがある。またロンと同様に強さや知性もあり、カウボーイとしてのカリスマ性とファイターとしての精神が混在している。マシューはまさに完璧だった」と自ら語った。脚本家のボーテンは「ロンはとてもカリスマ性があり、愉快で説得力があり、真のセールスマンであった。彼があなたをからかったとしても、彼はとても魅力的で許してしまうだろう。マシューはそれらのほとんどをクリアしている」と語った。2011年3月9日、「ロサンゼルス・タイムズ」紙はマコノヒーが主人公ウッドルーフ役を演じることを報じ、マコノヒーが「素晴らしい脚本、物語だ。素晴らしい映画になるだろう」と語ったことを記した。
2011年5月11日、ヒラリー・スワンクが本作の出演交渉中であることが報じられた。2012年10月2日、スワンクが降板し、ガエル・ガルシア・ベルナルが病院でウッドルーフと出会い、クラブを助けるHIV患者役の出演交渉となった。2012年11月6日、「ハリウッド・リポーター」誌はバーナルが以前交渉していたジャレッド・レトがこの役で5年ぶりに俳優業に復帰することを報じた。2014年1月、レトは15年前に脚本が送られてきたが全然読んでいなかったと認めた。レトが配役された時のことについて、「これは本当に特別な映画だった。一生に一度の大役だったと思う。これまでやってきた中で最高のものの1つだった」と語った。また、とても素晴らしい機会と理解していたため、役に集中し続けようとしたと語った。11月14日、ダラス・ロバーツがロンの弁護士であるデイヴィッド・ウェイン役、スティーヴ・ザーンがロンに同情的なダラス市警役に配役された。11月26日、ニューオリンズでの撮影中にグリフィン・ダン、デニス・オヘアの出演が決まり、本作が映画デビューとなるブラッドフォード・コックスが、ジャレッド・レトの恋人役を務めることが発表された。
役作りのためにマコノヒーは47ポンド (21 kg)減量し、183ポンド (83 kg)から136ポンド (62 kg)になった。レトは早く減量するために食事を摂らず30ポンド (14 kg)以上減量し、最低114ポンド (52 kg)になった。

### 撮影

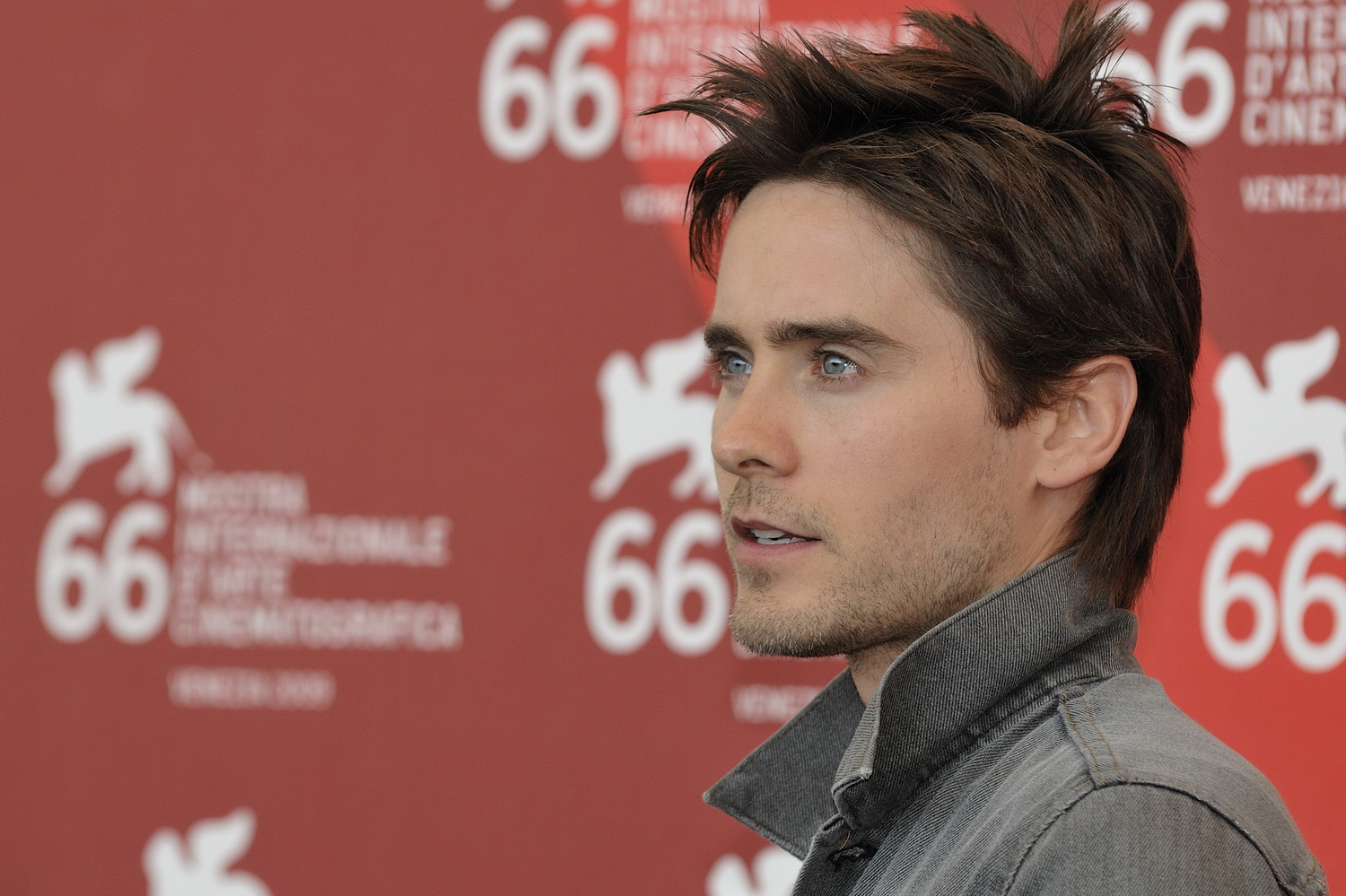
ジャレッド・レトはトランスジェンダーのレイヨンを演じた。

2012年11月11日、主要撮影がルイジアナ州ニューオーリンズで始まった。バトンルージュでも撮影が行なわれた。ジェニファー・ガーナーは、25日間で素早く撮影が行なわれ「マコノヒーはカメラに映っていなくても素晴らしい演技を見せてくれた」と語った。マコノヒーは「新たな撮影方法を実践していた。照明もなく1台のカメラで15分間撮影し続けた」と語った。撮影の半分は人工の照明で撮影されたが、残り半分では人工の照明は使用されなかった。監督のヴァレは「今はアレクサ・デジタルカメラを使用して人工の照明なしで全編撮影する機会を持てた。REDのようにアレクサは暗い自然光のもとでも幅広い色や影を表現できる。この作品にはこの撮影方法が適していると感じた。外観も雰囲気も現実的になり、本作は内容的にも構造的にもドキュメンタリーではないが、かなり近い作品となっている。35ミリと50ミリの2つのレンズを使用して全て手持ちで撮影した。これらは役者たちに近付くことができ、映像が歪むこともない。撮影監督のイヴ・ベランジェは400または1600ASA(光感度)で全てのショットを調整し、異なるカラー・バランスで表現した」と語った。
25日間の撮影期間中、薬物問題を抱えるトランスジェンダーでエイズ患者のレイヨン役のレトは役柄を崩さなかった。本作に関わった人々へのインタビューにおいて、レトについて撮影が終わるまで誰も素のレトを見た者はいなかったと語った。レトは役柄について「私にとって役になりきるというのは責任や集中であり、このように個性的で困難で色んな意味で極端な役のためには全集中しなければならなかった」と語った。

## 配給

### マーケティング
1本目の予告編は2013年8月27日に公開された。

### 公開
プレミア上映は2013年9月に第38回トロント国際映画祭で行われた。
アメリカ合衆国では2013年11月1日より劇場公開が始まった。

## 評価
Rotten Tomatoesでは228件のレビューで支持率は93%となっている。Metacriticでは38件のレビューで加重平均値は84/100となっている。

### 受賞とノミネート
| 映画祭・賞                                   | 部門                       | 候補                                        | 結果       |
| -------------------------------------------- | -------------------------- | ------------------------------------------- | ---------- |
| ハリウッド映画賞                             | 男優賞                     | マシュー・マコノヒー                        | 受賞       |
| ハリウッド映画賞                             | ブレイクスルー男優賞       | ジャレッド・レト                            | 受賞       |
| ゴッサム賞                                   | 男優賞                     | マシュー・マコノヒー                        | 受賞       |
| ミルバレー映画祭                             | スポットライト賞           | マシュー・マコノヒー                        | 受賞       |
| ローマ映画祭                                 | 作品賞                     |                                             | ノミネート |
| ローマ映画祭                                 | 主演男優賞                 | マシュー・マコノヒー                        | 受賞       |
| サン・セバスティアン国際映画祭               | セバスティアン賞           | ジャン＝マルク・ヴァレ                      | 受賞       |
| 第29回インディペンデント・スピリット賞       | 主演男優賞                 | マシュー・マコノヒー                        | 受賞       |
| 第29回インディペンデント・スピリット賞       | 助演男優賞                 | ジャレッド・レト                            | 受賞       |
| 第79回ニューヨーク映画批評家協会賞           | 助演男優賞                 | ジャレッド・レト                            | 受賞       |
| 第2回ボストン・オンライン映画批評家協会賞    | 助演男優賞                 | ジャレッド・レト                            | 受賞       |
| 第39回ロサンゼルス映画批評家協会賞           | 助演男優賞                 | ジャレッド・レト                            | 受賞       |
| 第7回デトロイト映画批評家協会賞              | 主演男優賞                 | マシュー・マコノヒー                        | 受賞       |
| 第7回デトロイト映画批評家協会賞              | 助演男優賞                 | ジャレッド・レト                            | 受賞       |
| 第11回アフリカン・アメリカン映画批評家協会賞 | 助演男優賞                 | ジャレッド・レト                            | 受賞       |
| 第10回セントルイス映画批評家協会賞           | 主演男優賞                 | マシュー・マコノヒー                        | 次点       |
| 第10回セントルイス映画批評家協会賞           | 助演男優賞                 | ジャレッド・レト                            | 受賞       |
| 第2回ノースカロライナ映画批評家協会賞        | 主演男優賞                 | マシュー・マコノヒー                        | ノミネート |
| 第2回ノースカロライナ映画批評家協会賞        | 助演男優賞                 | ジャレッド・レト                            | ノミネート |
| 第71回ゴールデングローブ賞                   | 主演男優賞 (ドラマ部門)    | マシュー・マコノヒー                        | 受賞       |
| 第71回ゴールデングローブ賞                   | 助演男優賞                 | ジャレッド・レト                            | 受賞       |
| 第20回全米映画俳優組合賞                     | 主演男優賞                 | マシュー・マコノヒー                        | 受賞       |
| 第20回全米映画俳優組合賞                     | 助演男優賞                 | ジャレッド・レト                            | 受賞       |
| 第20回全米映画俳優組合賞                     | キャスト賞                 |                                             | ノミネート |
| 第86回アカデミー賞                           | 主演男優賞                 | マシュー・マコノヒー                        | 受賞       |
| 第86回アカデミー賞                           | 助演男優賞                 | ジャレッド・レト                            | 受賞       |
| 第86回アカデミー賞                           | メイク・ヘアスタイリング賞 | アドルシア・リー / ロビン・マシューズ       | 受賞       |
| 第86回アカデミー賞                           | 脚本賞                     | クレイグ・ボーテン / メリッサ・ウォーラック | ノミネート |
| 第86回アカデミー賞                           | 編集賞                     | ジャン＝マルク・ヴァレ / マーティン・ペンサ | ノミネート |
| 第86回アカデミー賞                           | 作品賞                     |                                             | ノミネート |
| 第10回おおさかシネマフェスティバル           | 主演男優賞                 | マシュー・マコノヒー                        | 受賞       |
| 第10回おおさかシネマフェスティバル           | 助演男優賞                 | ジャレッド・レト                            | 受賞       |